# Louis Gotthardt
Louis Gotthardt (* 18. April 1870 in Limburg an der Lahn; † 26. November 1932 in Koblenz) war ein deutscher Kaufmann und Mitglied des Provinziallandtages der Provinz Hessen-Nassau.

## Leben
Louis Gotthardt wurde als Sohn des Fruchthändlers Peter Gotthardt (1825–1882) und dessen Ehefrau Margarethe Peters (1836–1903) geboren, absolvierte nach dem Besuch der Limburger Bürgerschule (Abschluss Sekundareife) eine kaufmännische Ausbildung und kam in das väterliche Geschäft, dessen Leiter er von 1903 an war. Später erweiterte er den Betrieb um eine Mälzerei und Getreidehandlung.
Er engagierte sich politisch, wurde Mitglied der Zentrumspartei und hatte von 1912 bis 1932 als Vertreter der größeren Grundbesitzer einen Sitz im Kreistag des Kreises Limburg.
Von 1926 bis 1932 war er Mitglied des Nassauischen Kommunallandtags des preußischen Regierungsbezirks Wiesbaden bzw. des Provinziallandtages der Provinz Hessen-Nassau, wo er sich als Mitglied des Finanzausschusses besonders für die Instandsetzung der Wohnungen von Bauern, Arbeitern und kleinen Gewerbetreibenden einsetzte.
Der Landtag hatte 52 Abgeordnete: 15 SPD, 11 Hessische Arbeitsgemeinschaft, 6 Zentrum, 5 Christlich-Nationale Bauern- und Landvolkspartei, 3 KPD, 3 NSDAP, 3 Wirtschaftspartei, 2 DVP und 2 DDP.
1932 legte er aus gesundheitlichen Gründen alle Ämter nieder. Am 26. November des Jahres verstarb er.

### Öffentliche Ämter
- 1925–1932 Präsident der Handelskammer Limburg